# Emilie Beckmann
Emilie Beckmann (née le 4 février 1997 à Tune) est une nageuse danoise.

Elle remporte la médaille d’argent du 50 m papillon lors des Championnats d’Europe 2018. 